# Simone Kleinsma
Simone Kleinsma (* 8. Mai 1958 in Amsterdam) ist eine niederländische Schauspielerin, Sängerin und Musicaldarstellerin.

## Leben
Simone Kleinsma wurde an der Kleinkunstacademie in Amsterdam ausgebildet. Mitte der 1970er Jahre wurde sie beim Unternehmen Stage Entertainment als Musicaldarstellerin tätig und spielte in zahlreichen Produktionen, es folgten Auftritte in Fernsehsendungen und Serien. Ab 1997 spielte sie die Hauptrolle der „Kees Heistee“ in der Comedy-Serie Kees & Co bei RTL 4.
2008 wurde sie zum Offizier des Ordens von Oranien-Nassau ernannt.

## Filmografie (Auswahl)
- 1981: Der Flug der Regenvögel (Een vlucht regenwulpen)
- 1997–2020: Kees & Co (Fernsehserie, 111 Folgen)
- 2013: Loving Ibiza – Die größte Party meines Lebens (Verliefd op Ibiza)
- 2014: Tuscan Wedding – Hochzeit auf Italienisch (Toscaanse bruiloft)
- 2018: Dorst

## Diskografie
- 1990: ’n Deel Van Mij
- 1995: Met open ogen
- 2004: Sings Doris
- 2009: Songs from the Heart
- 2010: Songbook
- 2016: Simone!